# Chissey-en-Morvan
Chissey-en-Morvan is een gemeente in het Franse departement Saône-et-Loire (regio Bourgogne-Franche-Comté) en telt 281 inwoners (1999). De plaats maakt deel uit van het arrondissement Autun.

## Geografie
De oppervlakte van Chissey-en-Morvan bedraagt 31,2 km², de bevolkingsdichtheid is 9,0 inwoners per km².
De onderstaande kaart toont de ligging van Chissey-en-Morvan met de belangrijkste infrastructuur en aangrenzende gemeenten.

## Demografie
De figuur toont het verloop van het inwonertal (bron: INSEE-tellingen).

## Buis
In het gehucht Buis staat het achttiende-eeuwse kasteel van Buis.